# Црква Светог оца Николаја Мирликијског Чудотворца у Трговишту
Црква Светог оца Николаја Мирликијског Чудотворца у Трговишту, насељеном месту на територији Општине Трговиште, православни је храм који припада Епархији врањској Српске православне цркве.
Црква посвећена Светом оцу Николају Мирликијском Чудотворцу саграђена је око 1925. године, а од 1945. до 1978. године тадашње власти су је конфисковале и користиле у друге сврхе. Након судског спора 1987. године, црква је враћена у првобитну богослужбену функцију.
Доласком епископа врањског Пахомија на трон епископа врањских, 1992. године, почиње њена обнова. Након реконструкције и стављања цркве у богослужбену употребу, епископ Пахомије обавио је свечани чино свећења, 1997. године Иконостас има 37 икона, а потиче из периода 1926. до 1928. године.
Комплетна обнова цркве почела је 2001. године, подизањем парохијског дома у периоду од 2002. до 2004. године, а завршила се 2016. године, израдом спољне фасаде и унутрашњости цркве, средствима Владе Републике Србије и општине Трговиште.